# Metro (verzetsblad)
Het blad Metro was een uitgave van het Nederlandse verzet tegen de Duitse bezetting tijdens de Tweede Wereldoorlog. Het blad dat onder andere door Marten Toonder getekende spotprenten bevatte, werd door de andere illegaal verschijnende verzetsbladen zoals Trouw en De Waarheid niet erg serieus genomen. Het eerste nummer verscheen op 15 november 1944 in een oplage van 10.000 stuks. Er zijn 36 nummers verschenen.
Jan Gerhard Toonder was hoofdredacteur en schreef een deel van de teksten. De belangrijkste leverancier van spotprenten was zijn broer Marten Toonder. Metro bevatte ook tekeningen van medewerkers van de Toonderstudios zoals Henk Kabos, Wim van Wieringen, Carol Voges en Hans G. Kresse.
Het blad bevatte (spot)prenten van zeer hoge artistieke kwaliteit. Omdat Metro ook de spot dreef met de uitwassen van het verzet waren er verzetsstrijders die meenden dat Metro net als De Gil onder valse voorwendsels door Duitsers en hun collaborateurs werd geschreven, gedrukt en verspreid.
Metro werd gedrukt in "Hulpstudio 2" van de Toonderstudio. Deze drukkerij in de Amsterdamse Spuistraat was een dekmantel voor de illegale drukkerij D.A.V.I.D. (De Algemene Vrije Illegale Drukkerij) van Dick van Veen en Jo Pellicaan. Op deze drukpers werden ook edities van Vrij Nederland, Het Parool en Trouw, uitgaven van de illegale uitgeverij De Bezige Bij en drukwerk voor andere verzetsorganisaties gedrukt.
Marten en Jan Gerhard Toonder waren er de mannen niet naar om welke autoriteit dan ook te bewieroken en dreven ten tijde van de bevrijding van Nederland boven de rivieren de spot met het verzet, het Militair Gezag en de Canadese bevrijders. Ook excessen als het kaalscheren van collaborerende vrouwen werden aan de kaak gesteld.
De Toonders maakten zich ongeliefd bij de gezagsdragers die de naoorlogse papierdistributie in handen hadden. In oktober 1945 kon Metro een paar weken niet verschijnen, omdat er geen papiervergunning was verleend. In een van de laatste nummers beeldde Marten Toonder een brullende Nederlandse leeuw af, die stevig vastzat aan een paal met een dollar-teken erop. 
Na de bevrijding zijn nog 24 nummers van Metro legaal verschenen, maar in juni 1946 hief de drukkerij het blad op. In 1994 werden alle 36 exemplaren als facsimile herdrukt.

## Galerij

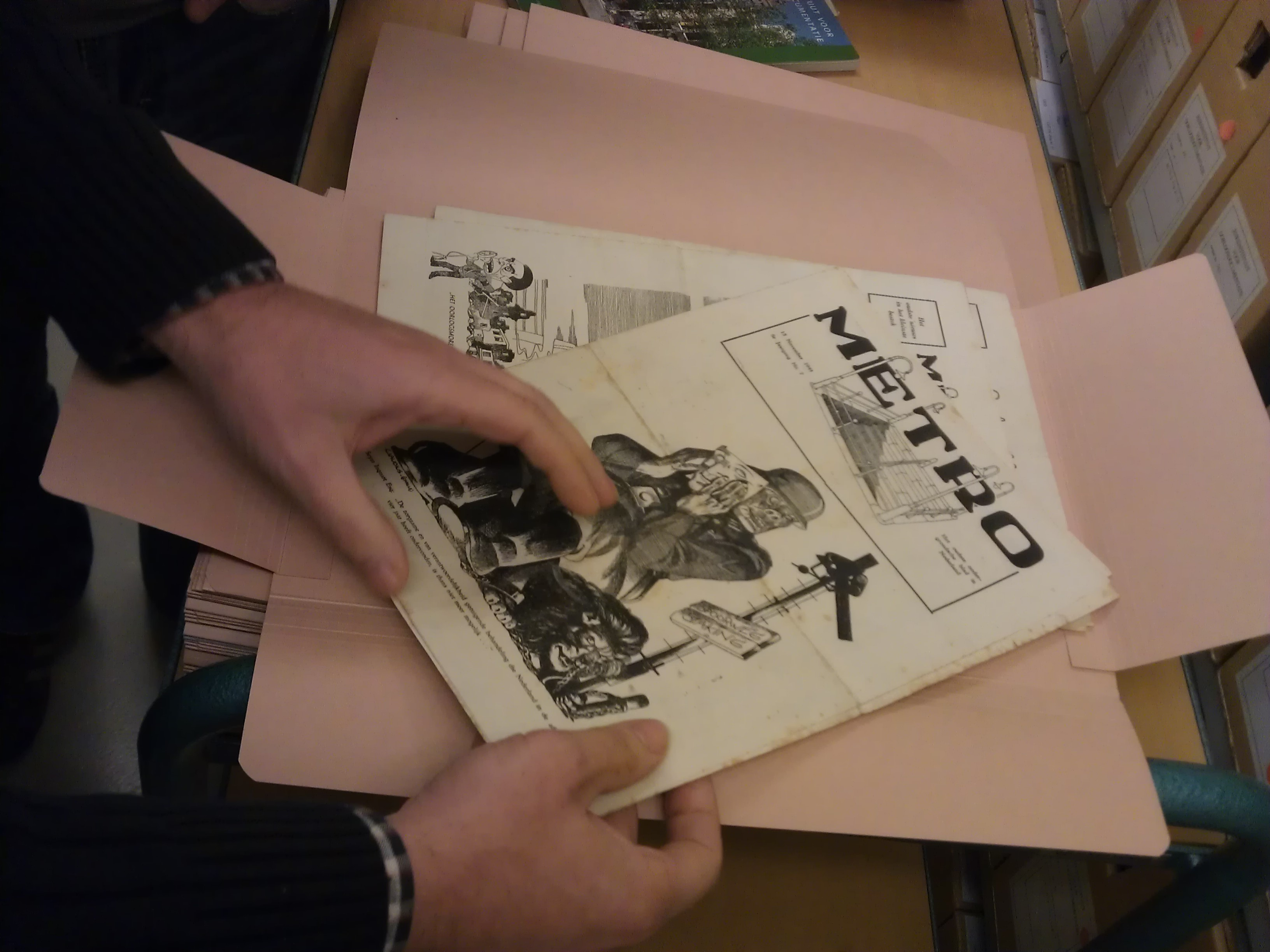
Impressie van Metro, in het archief van het NIOD
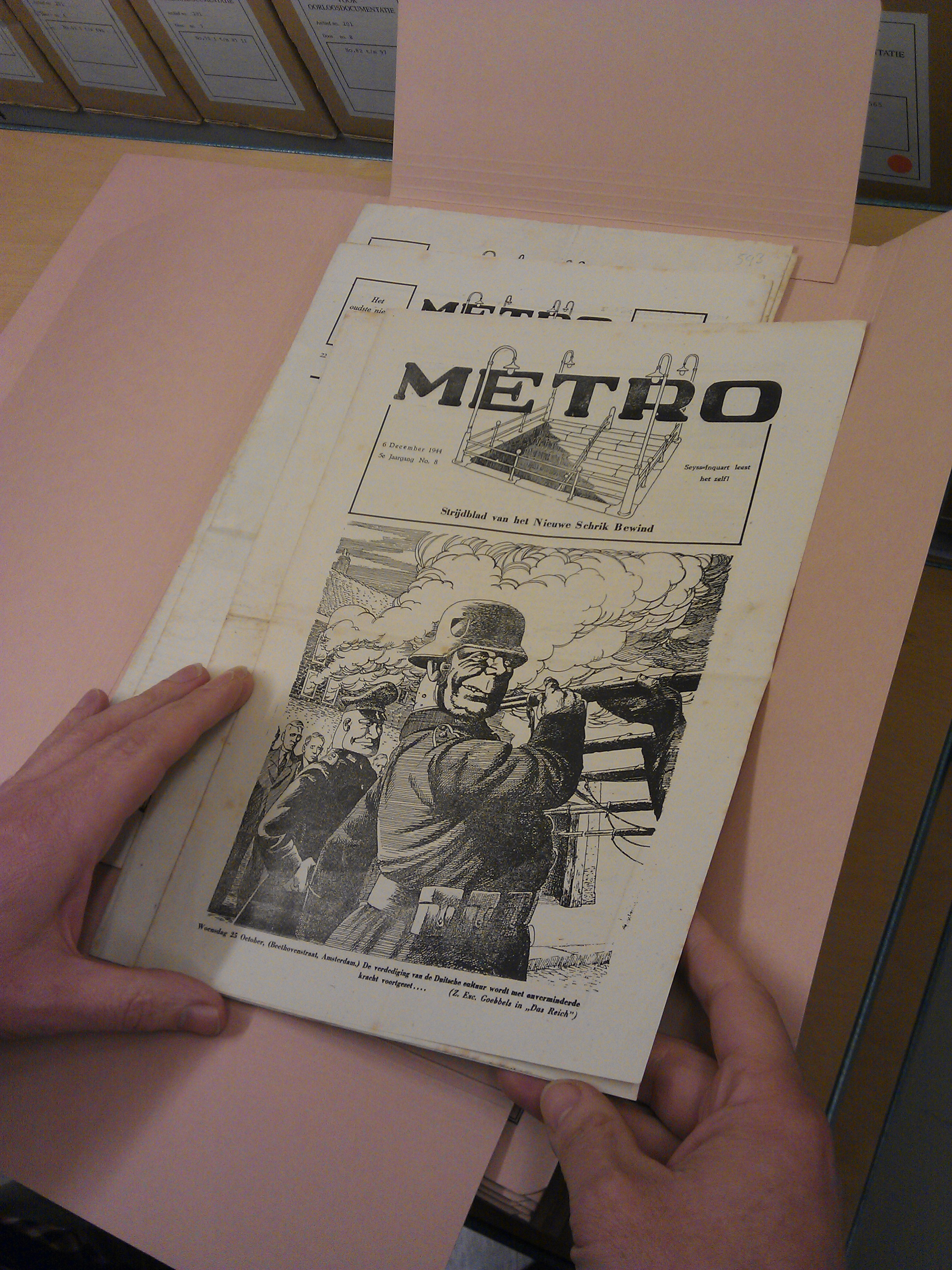
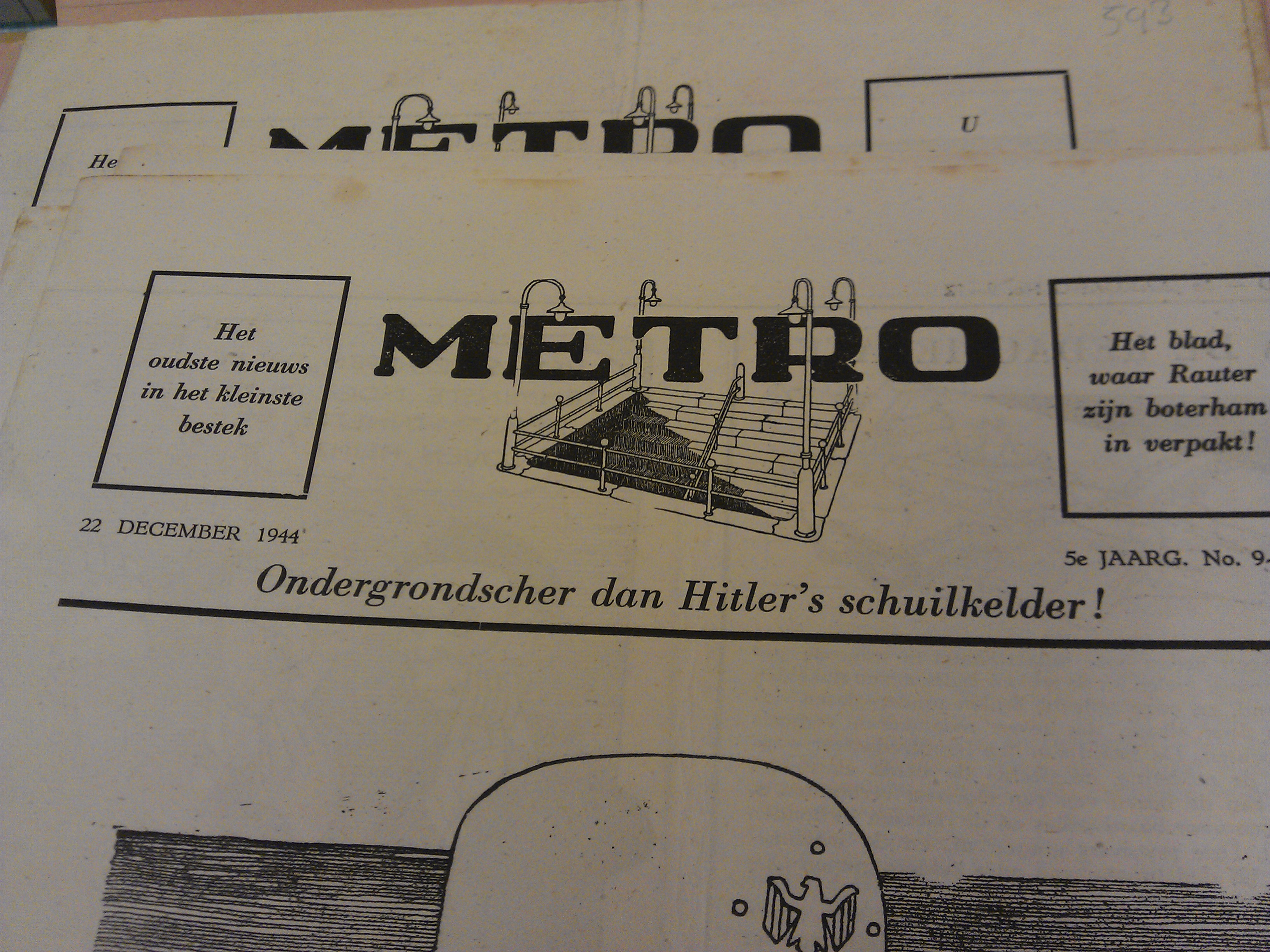
Kop van de Metro
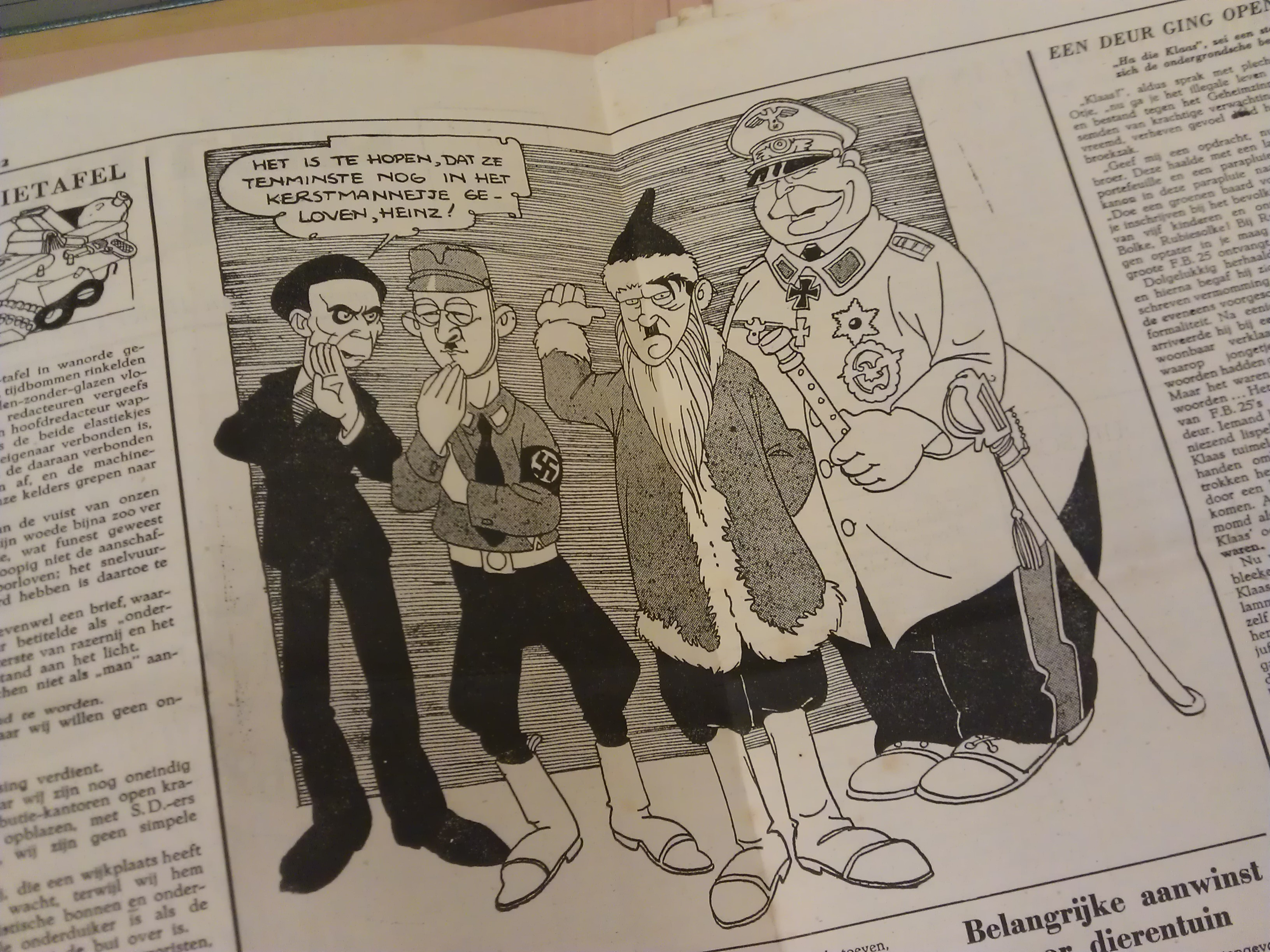
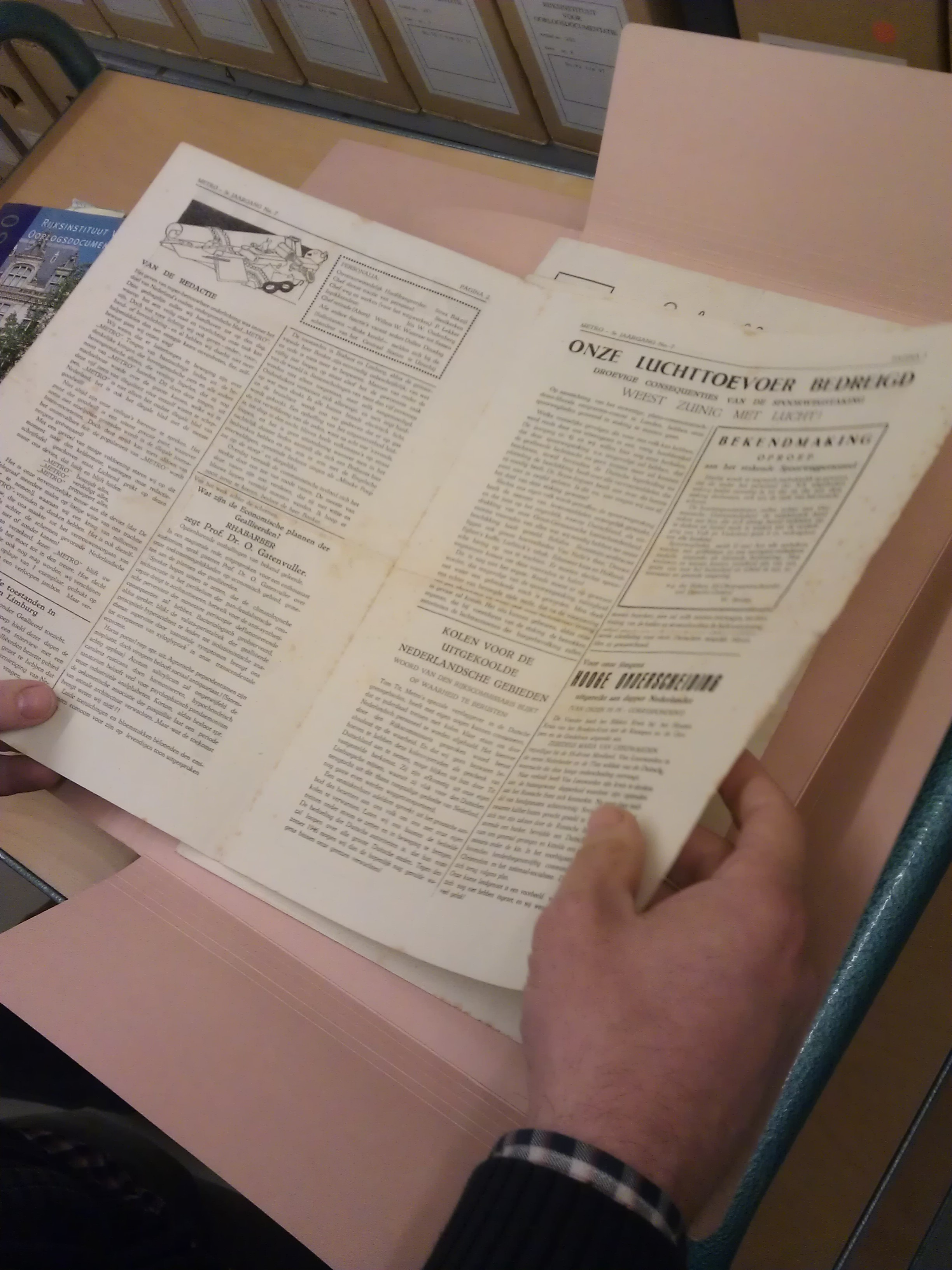
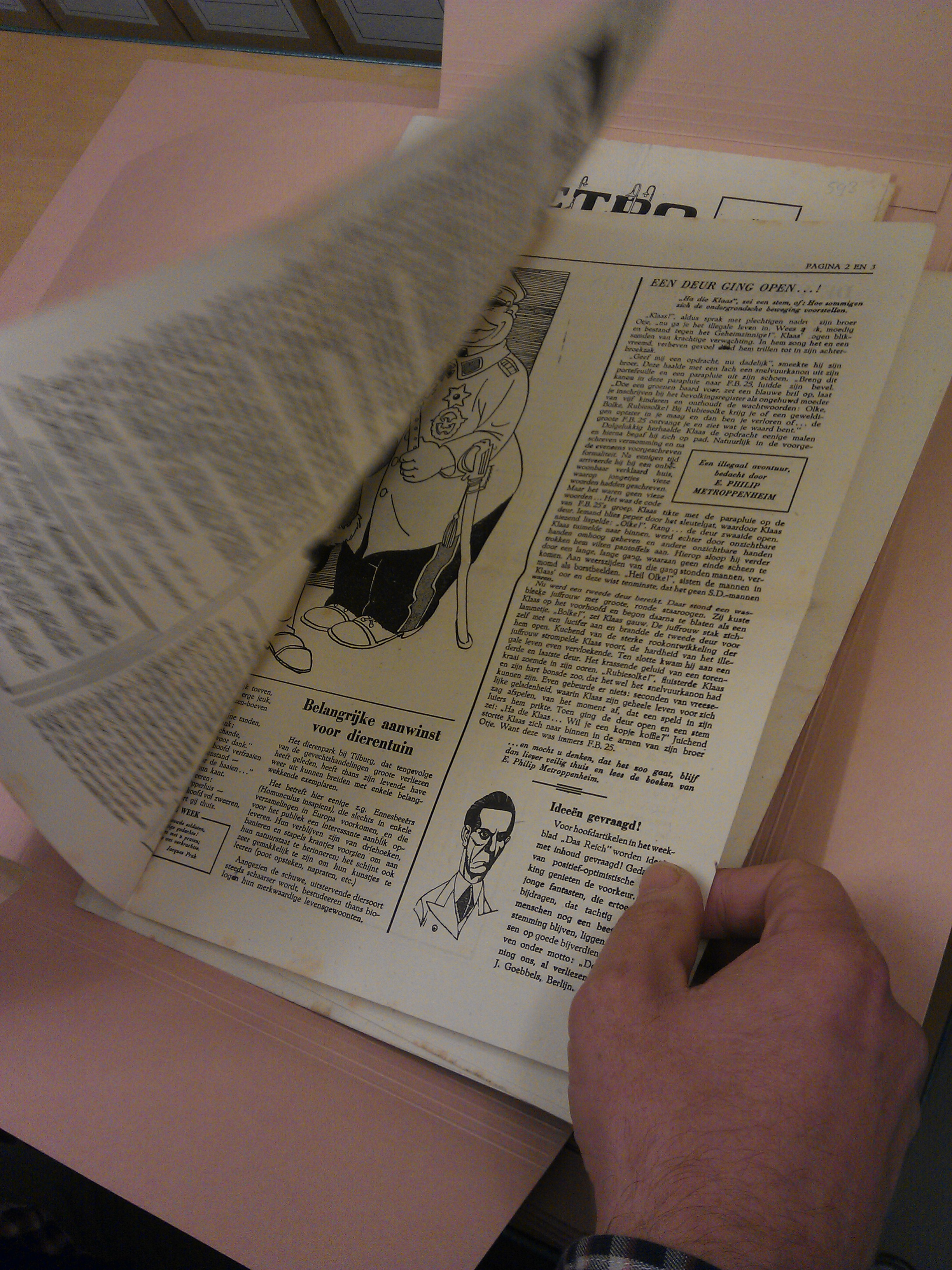